# Oggi o dimane
Oggi o dimane è il ventiseiesimo album del cantante italiano Massimo Ranieri

## Il disco
Il disco è il primo di una trilogia dedicata alla rivisitazione dei classici della canzone napoletana con arrangiamenti curati da Mauro Pagani e Mauro Di Domenico (gli altri due album sono Nun è acqua del 2003 e Accussì grande del 2005).
Le registrazioni sono state effettuate presso lo studio Officine meccaniche, e i tecnici del suono sono Alberto Bonardi, Guido Andreani e Peppe De Angelis; il mixaggio, effettuato nello stesso studio, è stato curato da Paolo Iafelice.
La copertina raffigura una foto di Ranieri effettuata da Massimo Quinque, mentre la grafica del libretto è stata curata da Massimo Galli.

## Tracce
1. Nuttata 'e sentimento – 3:32 (testo: Alessandro Cassese – musica: Giuseppe Capolongo; edizioni musicali La Canzonetta)
2. 'e spingule francese – 4:00 (testo: Salvatore Di Giacomo – musica: Enrico De Leva; edizioni musicali Bideri)
3. Napulitanata – 3:00 (testo: Salvatore Di Giacomo – musica: Mario Costa; edizioni musicali Bideri)
4. Marechiare – 3:17 (testo: Salvatore Di Giacomo – musica: Francesco Paolo Tosti; edizioni musicali Bideri)
5. Scalinatella – 4:00 (testo: Enzo Bonagura – musica: Giuseppe Cioffi; edizioni musicali Leonardi)
6. Caravan petrol – 3:21 (testo: Nisa – musica: Renato Carusone; edizioni musicali Radio Record Ricordi)
7. Rundinella – 5:47 (testo: Rocco Galdieri – musica: Gaetano Spagnolo; edizioni musicali Bideri)
8. Maruzzella – 3:53 (testo: Enzo Bonagura – musica: Renato Carusone; edizioni musicali Leonardi)
9. 'O surdato 'nnammurato – 3:57 (testo: Aniello Califano – musica: Enrico Cannio; edizioni musicali Bideri)
10. Voce 'e notte – 4:32 (testo: Edoardo Nicolardi – musica: Ernesto De Curtis; edizioni musicali Bideri)
11. A rumba d' 'e scugnizzi – 2:28 (Raffaele Viviani; edizioni musicali Proprietà dell'autore)
12. Guapparia – 3:24 (testo: Libero Bovio – musica: Rodolfo Falvo; edizioni musicali Bixio Cemsa/Grandi firme della canzone)
13. 'O marenariello – 5:07 (testo: Gennaro Ottaviano – musica: Salvatore Gambardella; edizioni musicali Bideri)
14. Suonne Suonnate – 3:32 (testo: Gennaro Rainone – musica: Giuseppe Capolongo; edizioni musicali La Canzonetta)
15. Reginella – 4:17 (testo: Libero Bovio – musica: Gaetano Lama; edizioni musicali La Canzonetta)
16. 'O guarracino – 4:12 (Anonimo; edizioni musicali Pubblico Dominio)

Durata totale: 62:19

## Musicisti
Nel libretto interno dell'album i musicisti sono suddivisi canzone per canzone; per comodità vengono qui raggruppati:
- Massimo Ranieri: voce
- Mauro Pagani: bouzouki, violino
- Mauro Di Domenico: bouzouki, chitarra acustica, chitarra classica, liuto
- Ares Tavolazzi: basso, contrabbasso
- Ellade Bandini: batteria
- Arnaldo Vacca: percussioni, zarb, udu
- Badara Seack: voce in e spingule francese, Rundinella e a rumba d' 'e scugnizzi
- Kebà Dramè: korà in e spingule francese e Rundinella
- Mouna Amari: voce in Scalinatella
- Paolo Jannacci: fisarmonica in Rundinella, Voce 'e notte e Suonne suonnate
- Vinicio Capriotti: violino in 'o surdato 'nnammurato e Reginella
- Emma Marogna: violino in 'o surdato 'nnammurato e Reginella
- Alessia Barzanò: violino in 'o surdato 'nnammurato e Reginella
- Alessandro Lazzaretto: viola in 'o surdato 'nnammurato e Reginella
- Ernesto De Martino: contrabbasso e arrangiamento archi in 'o surdato 'nnammurato (con Alessandro Giannotti) e Reginella
- Lucia Minetti: voce in 'o marenariello